# Махане с ръка
Махането с ръка е жест за невербална комуникация, който се състои от движението на ръката (в класическата дефиниция от китката до върха на пръстите) и / или цялата ръка (целия горен крайник), което хората обикновено използват, за да се поздравяват помежду си, но може да се използва и за сбогуване, признаване на чуждо присъствие, призив за мълчание или отказване на някого. Различните начини, по които хората комуникират помежду си, са изобилни, но жестовият жест е един от най-ярките примери за това как изследователите разбират по-добре как те са съществена част от езика и мисленето.

## История
Махането с ръка е невербален жест, който има неясен произход, но се твърди, че е датиран до 18-и век, но не се нарича „махане с ръка“ и не се използва при казване на „здравей" или „сбогом". Оригиналният жест на махането с ръка е военен поздрав. Преди 18 век рицарите повдигат визьора (козирката, откъдето произлиза и термина козируване) на шлема си, за да покажат своята самоличност, след което изпълняват поздрав, за да покажат, че идват с мир; поздравът се използва и за да покаже на останалите, че не са въоръжени с оръжие и не представляват заплаха. Действието на поздрав е формализирано едва през 1780-те години от европейските армии, като оттогава то се превърна в обикновен начин за правилно обръщане един към друг във военните условия. Съществува и алтернативен произход според американския жестомимичен език. През 1800 г. размахването на носни кърпички е начин да се покаже одобрение или вълнение или да се привлече вниманието към глухите, което е известно като „салют Chautauqua“. По време на канадско събитие през 1884 г. е записано, че многобройни участници са забравили кърпичката си и така са размахвали ръце във въздуха като начин да пляскат по време на събитието. В съвременните дни приетият и често срещан начин за глух индивид да аплодира е вдигането на ръцете във въздуха и едновременното разклащане на отворената им ръка и движението на пръстите напред-назад.

## Жестомимичен език
Ползващите жестомимичен език също махат с ръка за „здравей“ и „сбогом“. За потребител на американския жестомимичен език (ASL) казването на „довиждане“ става чрез многократно отваряне и затваряне на дясната ръка отправено към получателя на жеста. Този метод се използва за казване на „довиждане“ на група хора; казването „сбогом“ на дадено лице се извършва по различен метод. Казването на „здравей“ става чрез традиционното махане с дясната ръка. „Здравей“ се предава в ASL и с отворена длан, която изпълнява поздрав с движение започващо от челото и движещо се до кръста. Този метод се използва, за да се каже „здравей“ на група хора, като има различен метод да се каже „здравей“ на един човек.

## Галерия
- Махащо с ръка момче
- Махане с кърпичка